# Клапан бурового насоса

Малюнок 1 — Клапанна коробка. 1 — сідло; 2 — металічна обойма; 3 — гумова манжета; 4 — тарілка; 5 — направляючий шток; 6 — гумова втулка; 7 — манжета; 8 — кришка; 9 — упорний гвинт; 10 — фланець; 11 — пружина; 12 — пружинне кільце; 13 — хрестовина; 14 — гумова втулка; 15 — гідрокоробка

Всмоктувальні і нагнітальні клапани бурового насоса взаємозамінні і складаються з сідла і тарілки, які утворюють разом з пружиною, кришкою і упорним гвинтом клапанну коробку.
Сідла клапанів штампуються з хромокремнистої або хромистої сталі, загартованої на твердість HRC 50-56. В гідрокоробці розточуються гнізда для посадки сідел. Стиковані поверхні гнізда і сідла клапана мають конусність 1:5, що забезпечує розбірність з'єднання при заміні зношених сідел. Для надійного ущільнення стику посадкові пояски сідел і їх гнізд в гідрокоробці обробляються за другим класом точності і мають шорсткість не більше 1,25 мкм.
Зовнішню поверхню сідла клапана і внутрішню поверхню гнізда в гідрокоробці контролюють парними калібрами. Прилягання вказаних поверхонь до калібру при контролі на фарбу з товщиною шару до 5 мкм повинно бути по суцільному кільцю шириною не менше 20 % довжини твірної сідла клапана. Порушення цих вимог приводить до промивки стикованих поверхонь прокачуваної рідини і виходу з ладу сідла клапана та гідрокоробки великої вартості. До недоліків даного з'єднання типу метал по металу відносяться труднощі розбірності, можливість пошкодження посадкових поверхонь при випресуванні сідел; схильність до контактної корозії і зниження втомної міцності з'єднуваних деталей внаслідок концентрації напружень.
У внутрішній розточці сідла встановлена хрестовина з гумовою втулкою для нижнього направляючого штока тарілки. Хрестовина не сприймає осьового навантаження від тарілки і утримується в сідлі пружинним кільцем. Сідло оснащене внутрішнім конусом для посадки тарілки. Ущільнення клапана забезпечується гумовою манжетою. Манжета виступає відносно внутрішнього посадкового конуса сідла, у зв'язку з чим покращується герметизація клапана, що пом'якшує удари при його роботі, що сприяє підвищенню строку служби сідла і тарілки клапана. Металічна обойма оберігає манжету від розвалу. Сідла і тарілки клапана мають кут конуса 45° або 60°.
Клапанний отвір гідрокоробки закривається кришкою, яка оснащена ручкою. Кришка герметизується манжетою, яка встановлена в розточці гідрокоробки. Ущільнення затягується упорним гвинтом, який накручений на фланець гідрокоробки. Герметичність ущільнення контролюється по появі протікань через контрольний отвір у гідрокоробці. У випадку пошкодження різьби фланець замінюють на новий і тому зберігається більш дорога гідрокоробка.
Гвинт оснащений упорною різьбою великого кроку, яка переважно застосовується при великих односторонніх осьових навантаженнях. Дно кришки має прилив, в розточці якого встановлена гумова втулка для верхнього направляючого штока тарілки. Вита пружина, встановлена між кришкою і тарілкою, забезпечує нормально закрите положення клапана і своєчасну посадку тарілки при роботі насоса. Початкове (установочне) навантаження пружини приблизно вдесятеро перевищує вагу тарілки клапана.
В бурових насосах використовуються клапанні пристрої, що відрізняються від розглядуваних конструкцією сідел, тарілок і ущільнюючих елементів.